# België op de Olympische Winterspelen 2022
België nam deel aan de Olympische Winterspelen 2022 in Peking, China, van 4 tot 20 februari 2022. De Chinese hoofdstad Peking was de eerste stad die zowel de Zomerspelen (2008) als de Winterspelen organiseert. Veel van de locaties die gebruikt werden tijdens de Zomerspelen in 2008, zijn ook nu ingezet. De chef de mission van de Belgische olympische ploeg was Olav Spahl. België won er de eerste gouden medaille sedert 1948.

## Medailleoverzicht
| Sport      | Olympiër     | Onderdeel      | Medaille |
| ---------- | ------------ | -------------- | -------- |
| Schaatsen  | Bart Swings  | Massastart (m) | Goud     |
| Shorttrack | Hanne Desmet | 1000 m (v)     | Brons    |

## Aantal atleten
| Sport       | Mannen | Vrouwen | Totaal |
| ----------- | ------ | ------- | ------ |
| Alpineskiën | 3      | 0       | 3      |
| Biatlon     | 4      | 1       | 5      |
| Bobsleeën   | 0      | 2       | 2      |
| Kunstrijden | 0      | 1       | 1      |
| Langlaufen  | 1      | 0       | 1      |
| Schaatsen   | 2      | 1       | 3      |
| Shorttrack  | 1      | 1       | 2      |
| Skeleton    | 0      | 1       | 1      |
| Snowboard   | 0      | 1       | 1      |
| Totaal      | 11     | 8       | 19     |

## Deelnemers en resultaten
Het overzicht van de deelnemers en resultaat per sport volgt.

### Alpineskiën
| Atleet                | Onderdeel        | Run 1 | Run 1 | Run 2          | Run 2          | Totaal         | Totaal         |
| Atleet                | Onderdeel        | Tijd  | Rang  | Tijd           | Rang           | Tijd           | Rang           |
| --------------------- | ---------------- | ----- | ----- | -------------- | -------------- | -------------- | -------------- |
| Sam Maes              | Reuzenslalom (m) | DNF   | DNF   | niet geplaatst | niet geplaatst | niet geplaatst | niet geplaatst |
| Sam Maes              | Slalom (m)       | DNF   | DNF   | niet geplaatst | niet geplaatst | niet geplaatst | niet geplaatst |
| Armand Marchant       | Reuzenslalom (m) | DNS   | DNS   | DNS            | DNS            | DNS            | DNS            |
| Armand Marchant       | Slalom (m)       | 56,13 | 24    | 51,72          | 22             | 1.47,85        | 22             |
| Armand Marchant       | Super G (m)      | DNS   | DNS   | DNS            | DNS            | DNS            | DNS            |
| Dries Van den Broecke | Reuzenslalom (m) | DNF   | DNF   | niet geplaatst | niet geplaatst | niet geplaatst | niet geplaatst |
| Dries Van den Broecke | Slalom (m)       | 56,77 | 27    | DNF            | DNF            | DNF            | DNF            |

### Biatlon
Mannen
| Naam                                                            | Onderdeel                 | Tijd           | Missers        | Rang           |
| --------------------------------------------------------------- | ------------------------- | -------------- | -------------- | -------------- |
| César Beauvais                                                  | 10 km sprint (m)          | 30.06,8        | 4              | 94             |
| César Beauvais                                                  | 12,5 km achtervolging (m) | niet geplaatst | niet geplaatst | niet geplaatst |
| César Beauvais                                                  | 15 km massastart (m)      | niet geplaatst | niet geplaatst | niet geplaatst |
| César Beauvais                                                  | 20 km (m)                 | 1.02.50,5      | 7              | 91             |
| Florent Claude                                                  | 10 km sprint (m)          | 27.35,1        | 4              | 84             |
| Florent Claude                                                  | 12,5 km achtervolging (m) | niet geplaatst | niet geplaatst | niet geplaatst |
| Florent Claude                                                  | 15 km massastart (m)      | niet geplaatst | niet geplaatst | niet geplaatst |
| Florent Claude                                                  | 20 km (m)                 | 57.11,2        | 5              | 75             |
| Tom Lahaye-Goffart                                              | 10 km sprint (m)          | 28.15,1        | 1              | 91             |
| Tom Lahaye-Goffart                                              | 12,5 km achtervolging (m) | niet geplaatst | niet geplaatst | niet geplaatst |
| Tom Lahaye-Goffart                                              | 15 km massastart (m)      | niet geplaatst | niet geplaatst | niet geplaatst |
| Tom Lahaye-Goffart                                              | 20 km (m)                 | 1.02.26,2      | 7              | 90             |
| Thierry Langer                                                  | 10 km sprint (m)          | 26.59,8        | 1              | 67             |
| Thierry Langer                                                  | 12,5 km achtervolging (m) | niet geplaatst | niet geplaatst | niet geplaatst |
| Thierry Langer                                                  | 15 km massastart (m)      | niet geplaatst | niet geplaatst | niet geplaatst |
| Thierry Langer                                                  | 20 km (m)                 | 57.18,3        | 5              | 77             |
| Florent Claude César Beauvais Tom Lahaye-Goffart Thierry Langer | 4 x 7,5 km estafette (m)  | LAPPED         | LAPPED         | 20             |

Vrouwen
| Naam      | Onderdeel               | Tijd           | Missers        | Rang           |
| --------- | ----------------------- | -------------- | -------------- | -------------- |
| Lotte Lie | 7,5 km sprint (v)       | 23.41,1        | 3              | 64             |
| Lotte Lie | 10 km achtervolging (v) | niet geplaatst | niet geplaatst | niet geplaatst |
| Lotte Lie | 12,5 km massastart (v)  | niet geplaatst | niet geplaatst | niet geplaatst |
| Lotte Lie | 15 km (v)               | 45.36,9        | 4              | 45             |

### Bobsleeën
Vrouwen
| Atleet                         | Onderdeel   | Run 1   | Run 1 | Run 2   | Run 2 | Run 3   | Run 3 | Run 4   | Run 4 | Totaal  | Totaal |
| Atleet                         | Onderdeel   | Tijd    | Rang  | Tijd    | Rang  | Tijd    | Rang  | Tijd    | Rang  | Tijd    | Rang   |
| ------------------------------ | ----------- | ------- | ----- | ------- | ----- | ------- | ----- | ------- | ----- | ------- | ------ |
| Sara Aerts An Vannieuwenhuyse* | Tweemansbob | 1.02,08 | 17    | 1.02,12 | 12    | 1.02,11 | 12    | 1.02,27 | 14    | 4.08,58 | 15     |

### Kunstrijden
Op de Wereldkampioenschappen kunstschaatsen 2021 heeft Loena Hendrickx zich met haar vijfde plaats gekwalificeerd voor de Olympische Winterspelen 2022 in Peking.
| Athlete         | Event   | KK     | KK   | VK     | VK   | Totaal | Totaal |
| Athlete         | Event   | Punten | Rang | Punten | Rang | Punten | Rang   |
| --------------- | ------- | ------ | ---- | ------ | ---- | ------ | ------ |
| Loena Hendrickx | Vrouwen | 70,09  | 7    | 136,70 | 9    | 206,79 | 8      |

### Langlaufen
Lange afstanden
Mannen
| Atleet           | Onderdeel                          | Klassieke stijl | Klassieke stijl | Vrije stijl | Vrije stijl | Totaal    | Totaal |
| Atleet           | Onderdeel                          | Tijd            | Rang            | Tijd        | Rang        | Tijd      | Rang   |
| ---------------- | ---------------------------------- | --------------- | --------------- | ----------- | ----------- | --------- | ------ |
| Thibaut De Marre | 15 km + 15 km skiatlon (m)         | 44:40.8         | 56              | LAP         | LAP         | LAP       | 54     |
| Thibaut De Marre | 15 km klassieke stijl (m)          | n.v.t.          | n.v.t.          | n.v.t.      | n.v.t.      | 42.56,7   | 59     |
| Thibaut De Marre | 50 km vrije stijl (massastart) (m) | n.v.t.          | n.v.t.          | n.v.t.      | n.v.t.      | 1.19.53.8 | 47     |

Sprint
Mannen
| Naam             | Onderdeel | Kwalificatie | Kwalificatie | Kwartfinales   | Kwartfinales   | Halve finales  | Halve finales  | Finale         | Finale         |
| Naam             | Onderdeel | Tijd         | Rang         | Tijd           | Rang           | Tijd           | Rang           | Tijd           | Rang           |
| ---------------- | --------- | ------------ | ------------ | -------------- | -------------- | -------------- | -------------- | -------------- | -------------- |
| Thibaut de Marre | Sprint    | 3.10,66      | 76           | niet geplaatst | niet geplaatst | niet geplaatst | niet geplaatst | niet geplaatst | niet geplaatst |

### Schaatsen
Mannen
| Naam          | Onderdeel    | Uitslag  | Uitslag |
| Naam          | Onderdeel    | Tijd     | Rang    |
| ------------- | ------------ | -------- | ------- |
| Bart Swings   | 1500m (m)    | 1.45,82  | 13      |
| Bart Swings   | 5000 m (m)   | 6.16,90  | 7       |
| Bart Swings   | 10.000 m (m) | 13.02,43 | 10      |
| Mathias Vosté | 1000m (m)    | 1.10,22  | 27      |
| Mathias Vosté | 1500m (m)    | 1.49,93  | 29      |

Vrouwen
| Naam         | Onderdeel | Uitslag | Uitslag |
| Naam         | Onderdeel | Tijd    | Rang    |
| ------------ | --------- | ------- | ------- |
| Sandrine Tas | 500m (v)  | 39,37   | 28      |
| Sandrine Tas | 1000m (v) | 1.18,79 | 28      |
| Sandrine Tas | 1500m (v) | 2.03,39 | 29      |

Massastart
| Naam         | Onderdeel | Halve finale | Halve finale | Halve finale | Finale         | Finale         | Finale         |
| Naam         | Onderdeel | Punten       | Tijd         | Rang         | Punten         | Tijd           | Rang           |
| ------------ | --------- | ------------ | ------------ | ------------ | -------------- | -------------- | -------------- |
| Bart Swings  | Mannen    | 44           | 7.56,74      | 2 Q          | 63             | 7.47,11        | Goud           |
| Sandrine Tas | Vrouwen   | 0            | 8.37,77      | 12           | niet geplaatst | niet geplaatst | niet geplaatst |

### Shorttrack
| Naam         | Onderdeel | Series   | Series | Kwartfinale    | Kwartfinale    | Halve finale   | Halve finale   | Finale         | Finale         |
| Naam         | Onderdeel | Tijd     | Rang   | Tijd           | Rang           | Tijd           | Rang           | Tijd           | Rang           |
| ------------ | --------- | -------- | ------ | -------------- | -------------- | -------------- | -------------- | -------------- | -------------- |
| Stijn Desmet | 500m (m)  | 40,485   | 3 q    | 40,718         | 4              | niet geplaatst | niet geplaatst | niet geplaatst | niet geplaatst |
| Stijn Desmet | 1000m (m) | DSQ      | DSQ    | niet geplaatst | niet geplaatst | niet geplaatst | niet geplaatst | niet geplaatst | niet geplaatst |
| Stijn Desmet | 1500m (m) | n.v.t.   | n.v.t. | 2.19,112       | 3 Q            | 2.11,169       | 5 FB           | 2.18,278       | 13             |
|              |           |          |        |                |                |                |                |                |                |
| Hanne Desmet | 500m (v)  | 43,702   | 3 q    | 42,991         | 2 Q            | 55,304         | 4 FA           | 42,941         | 5              |
| Hanne Desmet | 1000m (v) | 1.27,836 | 2 Q    | 1.29,388       | 2 Q            | 1.28,166       | 2 FA           | 1:28.928       | Brons          |
| Hanne Desmet | 1500m (v) | n.v.t.   | n.v.t. | 2.18,931       | 2 Q            | 2.19,001       | 2 Q            | 2.18,711       | 4              |

### Skeleton
| Atleet        | Onderdeel | Run 1   | Run 1 | Run 2   | Run 2 | Run 3   | Run 3 | Run 4   | Run 4 | Totaal  | Totaal |
| Atleet        | Onderdeel | Tijd    | Rang  | Tijd    | Rang  | Tijd    | Rang  | Tijd    | Rang  | Tijd    | Rang   |
| ------------- | --------- | ------- | ----- | ------- | ----- | ------- | ----- | ------- | ----- | ------- | ------ |
| Kim Meylemans | Vrouwen   | 1.02,36 | 6     | 1.02,92 | 12    | 1.02,34 | 11    | 1.03,73 | 20    | 4.11,34 | 18     |

### Snowboarden
Freestyle
| Atleet    | Onderdeel      | Kwalificatie | Kwalificatie | Kwalificatie | Kwalificatie | Kwalificatie | Finale         | Finale         | Finale         | Finale         | Finale         |
| Atleet    | Onderdeel      | Run 1        | Run 2        | Run 3        | Best         | Rang         | Run 1          | Run 2          | Run 3          | Best           | Rang           |
| --------- | -------------- | ------------ | ------------ | ------------ | ------------ | ------------ | -------------- | -------------- | -------------- | -------------- | -------------- |
| Evy Poppe | Big air (v)    | 44,00        | 60,75        | 21,00        | 81,75        | 24           | niet geplaatst | niet geplaatst | niet geplaatst | niet geplaatst | niet geplaatst |
| Evy Poppe | Slopestyle (v) | 47.08        | 56.80        | n.v.t.       | 56.80        | 14           | niet geplaatst | niet geplaatst | niet geplaatst | niet geplaatst | niet geplaatst |